# Berit Carow
Berit Annika Carow (Berlín Oeste, 12 de enero de 1981) es una deportista alemana que compitió en remo.
Ganó dos medallas en el Campeonato Mundial de Remo, en los años 2006 y 2007. Participó en los Juegos Olímpicos de Pekín 2008, ocupando el cuarto lugar en la prueba de doble scull ligero.

## Palmarés internacional
| Campeonato Mundial | Campeonato Mundial | Campeonato Mundial | Campeonato Mundial      |
| Año                | Lugar              | Medalla            | Prueba                  |
| ------------------ | ------------------ | ------------------ | ----------------------- |
| 2006               | Eton (Reino Unido) | Medalla de plata   | Scull individual ligero |
| 2007               | Múnich (Alemania)  | Medalla de bronce  | Doble scull ligero      |